# Пудяков, Анисим Степанович
Анисим Степанович Пудяков (27 февраля 1909, деревня Пуща, Городокский уезд, Витебская губерния, Российская империя — 14 октября 1942, Балтийское море) — советский подводник, капитан 3-го ранга, последний командир подводной лодки Щ-311.

## Биография
Анисим (иногда упомянут как Алексей или Зосим) Степанович Пудяков родился 27 февраля 1909 года. Местом рождения указываются Белорусская ССР, Витебская область, Городокский район, деревня Пуща (фактически на 1909 год — Городокский уезд, Витебская губерния, Российская Империя) или посёлок Новосергиевка Оренбургской губерни.
В военно-морском флоте с 1933 года. Член ВКП(б) с 1939 года. Русский, из рабочих. Отец, Степан Пудяков, в годы войны работал в Челябинске. Жена — Дегтярёва Зинаида Яковлевна, работала в Куйбышевской области на заводе № 112.

### Образование
Окончил штурманский класс Специальных курсов командного состава в 1935 году, и отделение помощников командира Высших специальных курсов командного состава Учебного отряда подводного плавания им. Кирова в 1940 году.

### Карьера
С ноября 1939 по январь 1940 года был флагманским штурманом бригады подводных лодок, активный участник Советско-финской войны. Также Анисим Степанович с ноября 1935 года по апрель 1937 года выполнял обязоности командира Боевой части подводной лодки Щ-311, а с октября 1940 года по январь 1942 года был помощником командира ПЛ Щ-320.

## Участие в Великой Отечественной войне
Начало войны встретил в должности помощника командира Щ-320. На ней Пудяков совершил свой первый боевой поход. Командиром лодки был Иван Макарович Вишневский.
В январе 1942 года назначен командиром лодки Щ-311 а 27 марта 1942 года Пудякову присвоено звание капитан 3 ранга.
10 октября Щ-311 вышла в очередной боевой поход, для Пудякова это был первый боевой поход в качестве командира лодки.
14 октября 1942 года лодка Пудякова подорвалась на мине заграждения «Насхорн-11» и была вынуждена всплыть. Взрыв был зафиксирован шумопеленгаторной станцией противника, и был поднят по тревоге бомбардировщик лейтенанта Эркки Палосуо. Бомбардировщик Палосуо достиг нужного района, и вскоре стрелок-радист бомбардировщика Калле Ахвенсалми заметил подводную лодку которая срочно пошла на погружение. За два захода Палосуо сбросил обе глубинные бомбы, которые и нанесли ей фатальный удар. Вместе с подлодкой погибло 40 человек (по другой версии погибло 54 советских моряка).

## Награды
- 1940 — Орден Красной Звезды за участие в борьбе с белофиннами.
- 1941 — Орден Красной Звезды за поход на Щ-320 в качестве вахтенного офицера. Своевременно обнаружил конвой противника, благодаря чему был потоплен вражеский транспорт. Обнаружил минное поле и умелым маневрированием избежал подрыва лодки[9]. Послевоенными данными потопление транспорта в этом походе не подтверждено[10].